# Montsalvy
Montsalvy è un comune francese di 817 abitanti (nel 2017) situato nel dipartimento del Cantal nella regione dell'Alvernia-Rodano-Alpi.

## Società

### Evoluzione demografica
Abitanti censiti

## Monumenti
- Le puy de l'Arbre, sitio dell'ex castello di Mandulphe.
- La cappella du Reclus, dedicata a Marie-Madeleine, sulla strada verso Entraygues (route d'Entraygues).
- L'Ex abbazia di Notre-Dame de l'Assomption : la sua chiesa ; la sua sala del tesoro d'arte culturale cantonale (la sala capitolare) ; il suo cristo "jupponé" di legno ; il suo chiostro ; il suo refettorio dei monaci.
- L'ex castello priorale, diventato una casa di riposo. L'edificio è appartenuto a Justin Delmas prima.
- La croce Sainte-Anne.
- La croce du Cambon.